# HD 80606 b
HD 80606 b (بالإنجليزية: HD 80606 b)‏ الذي يرمز له بالرمز HD 80606b، هو كوكب خارج المجموعة الشمسية، في كوكبة الدب الأكبر، يتبع .

## الاكتشاف
اكتشف في 4 أبريل 2001، وكانت طريقة الاكتشاف طريقة العبور.